# Victor Manuelle
Victor Manuelle, pseudonimo di Víctor Manuel Ruiz Velázquez (New York, 27 settembre 1967), è un musicista, cantante e improvvisatore di salsa statunitense, di origini portoricane.

## Biografia
Figlio di immigrati portoricani, nacque a New York ma fu cresciuto prima ad Añasco, quindi a Isabela. È conosciuto come El Sonero de la Juventud e il suo genere principale è la salsa romantica o "salsa monga".
Il primo album di Victor Manuelle, Justo a tiempo, è stato pubblicato nel 1993 e ha venduto più di un milione di copie.
Nel 2003 ottenne una nomination ad un "Grammy" Latino e grazie ai suoi dischi ” Víctor Manuelle”,”A pesar de todo” e”Ironias”,Victor ottenne diversi dischi di platino.

## Discografia
- Justo a tiempo, 1993
- Solo contigo, 1994
- Victor Manuelle, 1996
- A pesar de todo, 1997
- Ironias, 1998
- Inconfundible, 1999 -- Pero Dile; Como Duele; Si La Ves; Por Ella
- Instinto y deseo, 2001
- Le preguntaba a la luna, 2002
- Travesía, 2004
- Decisión unánime, 2006
- Una Navidad a Mi Estilo, 2007
- Muy Personal, 2009